# Campeonato Cearense Série C 2020
In 2020 werd het zeventiende Campeonato Cearense Série C gespeeld voor voetbalclubs uit de Braziliaanse staat Ceará. De competitie werd georganiseerd door de FCF. Door de coronacrisis in Brazilië werd deze niet in het kalenderjaar 2020 gespeeld maar van 3 februari tot 24 februari 2021. Ook was er na de groepsfase geen verdere eindronde meer en werd daar de kampioen aangeduid. Maracanã werd kampioen.

## Eindstand
| Plaats | Club             | Wed. | W | G | V | Saldo | Ptn. |
| ------ | ---------------- | ---- | - | - | - | ----- | ---- |
| 1.     | Maracanã         | 7    | 6 | 1 | 0 | 16:5  | 19   |
| 2.     | Cariri           | 7    | 5 | 0 | 2 | 13:4  | 15   |
| 3.     | Aliança          | 7    | 4 | 1 | 2 | 11:4  | 13   |
| 4.     | Crateús          | 7    | 4 | 1 | 2 | 7:4   | 13   |
| 5.     | Tianguá          | 7    | 3 | 2 | 2 | 12:8  | 11   |
| 6.     | Itarema          | 7    | 2 | 1 | 4 | 9:9   | 7    |
| 7.     | Arsenal do Ceará | 7    | 1 | 0 | 6 | 9:22  | 3    |
| 8.     | Calouros do Ar   | 7    | 0 | 0 | 7 | 0:21  | 0    |

Calouros do Ar trok zich net voor de competitiestart terug, alle wedstrijden werden als een 0-3 nederlaag aangerekend. 
|  | Promotie naar Série B 2021 |

### Kampioen
| Campeonato Cearense de 2020 - Série C |
| Ceará                                 |
| ------------------------------------- |
| MARACANÃ Kampioen (1° titel)          |